# Pilmossa
Pilmossa (Leskea polycarpa) är en bladmossart som beskrevs av Ehrhart och Hedwig 1801. Enligt Catalogue of Life ingår Pilmossa i släktet Leskea och familjen Leskeaceae, men enligt Dyntaxa är tillhörigheten istället släktet Leskea och familjen Leskeaceae. Arten är reproducerande i Sverige. Inga underarter finns listade i Catalogue of Life.

## Bildgalleri

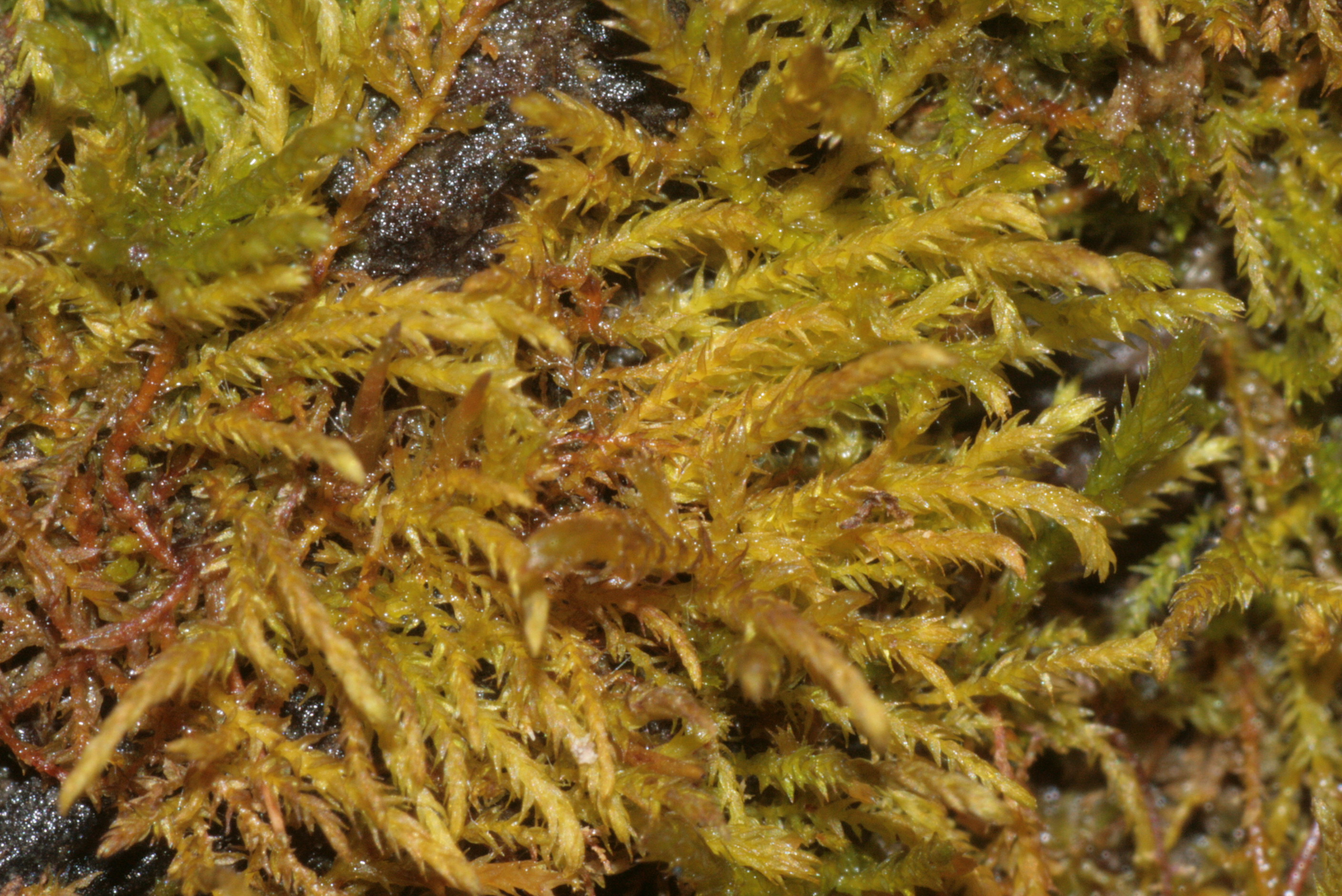
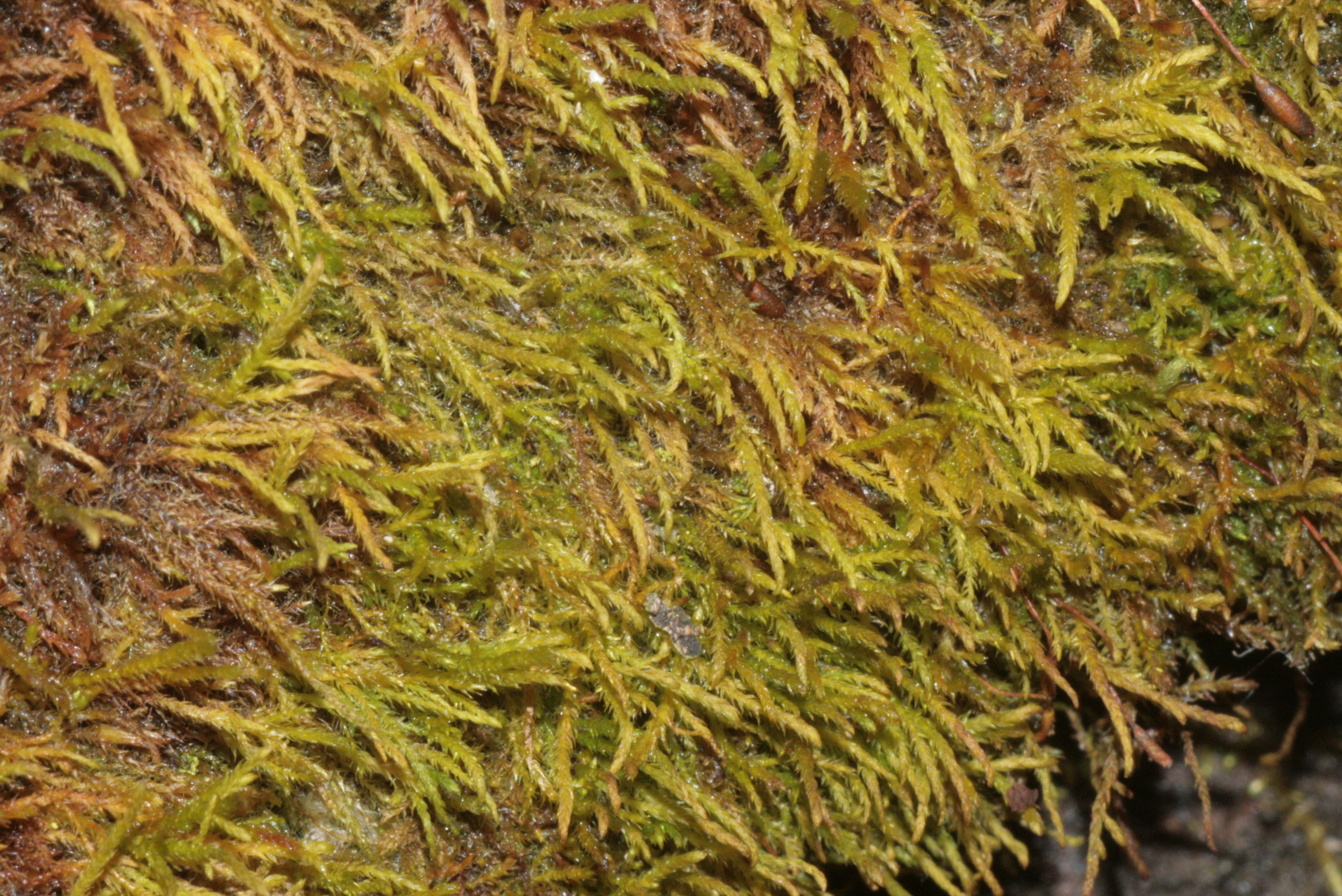
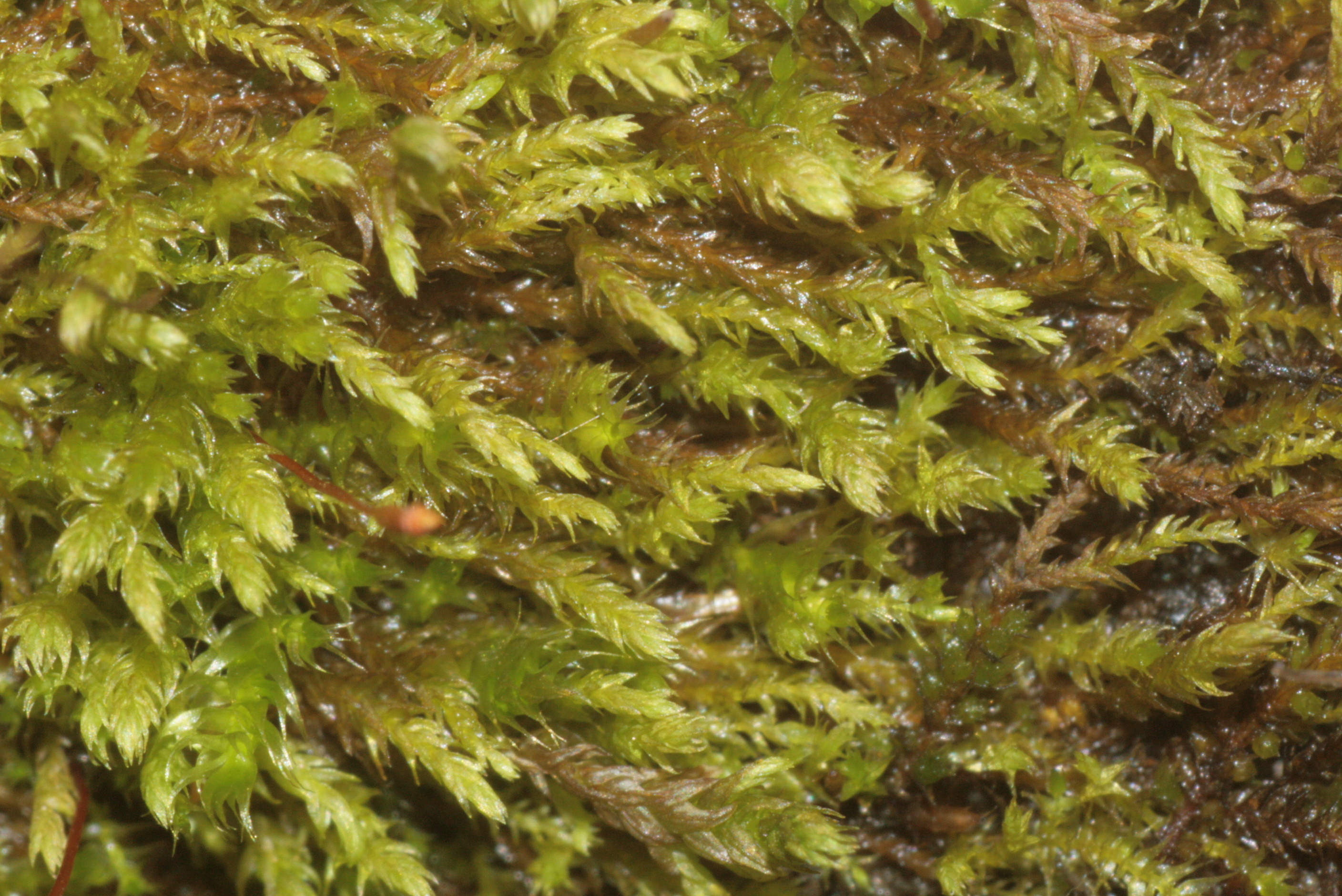
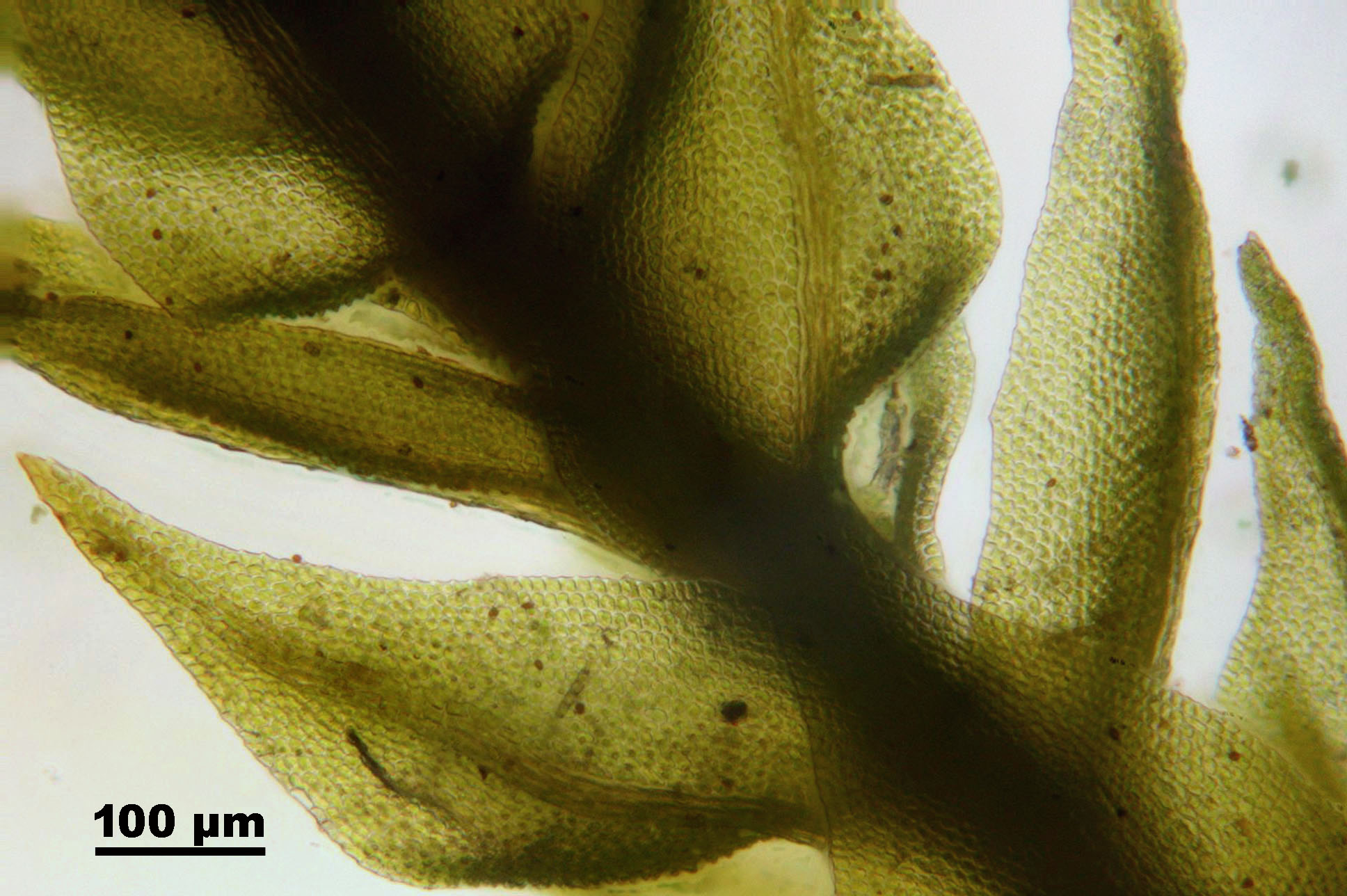
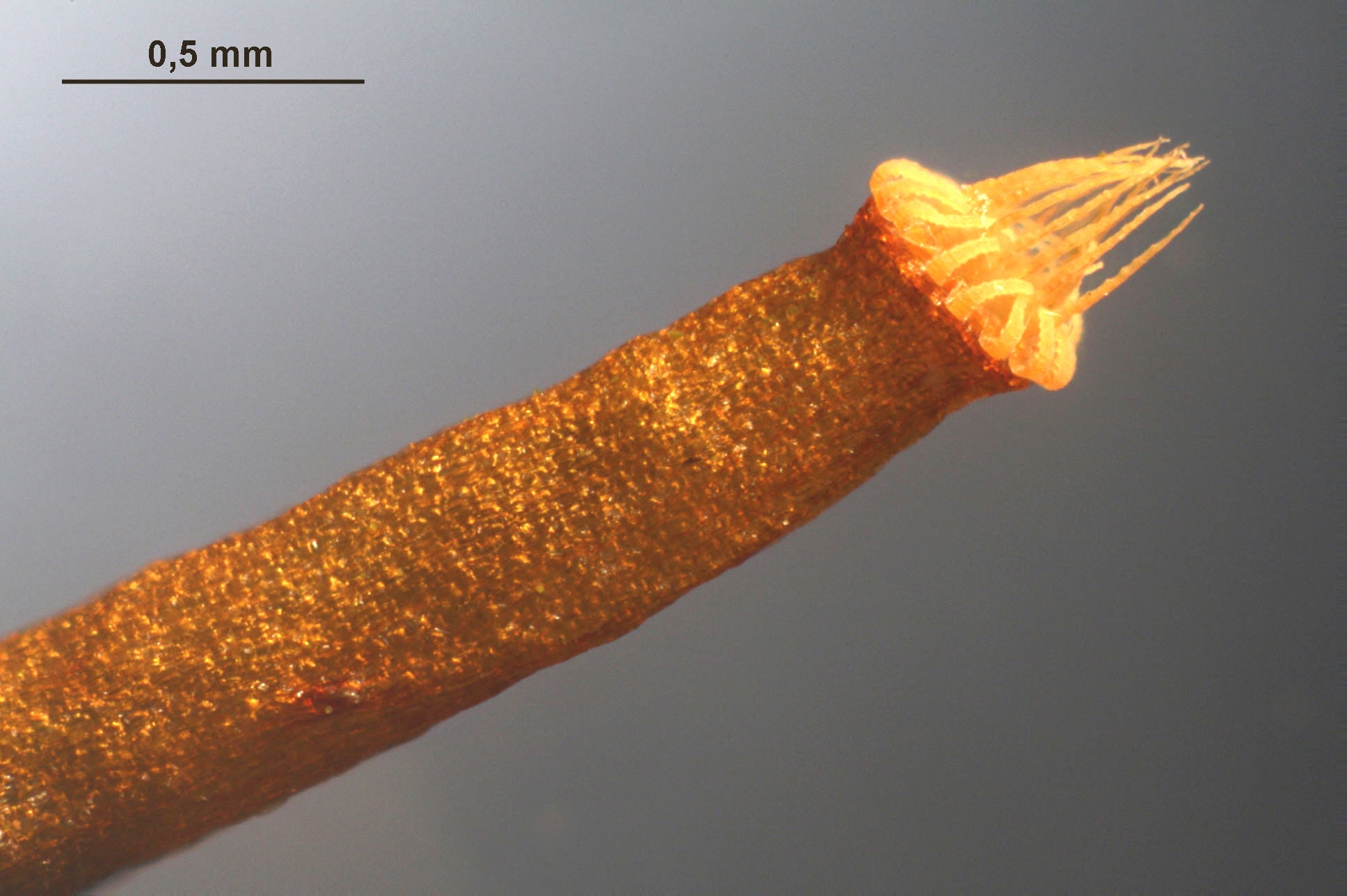
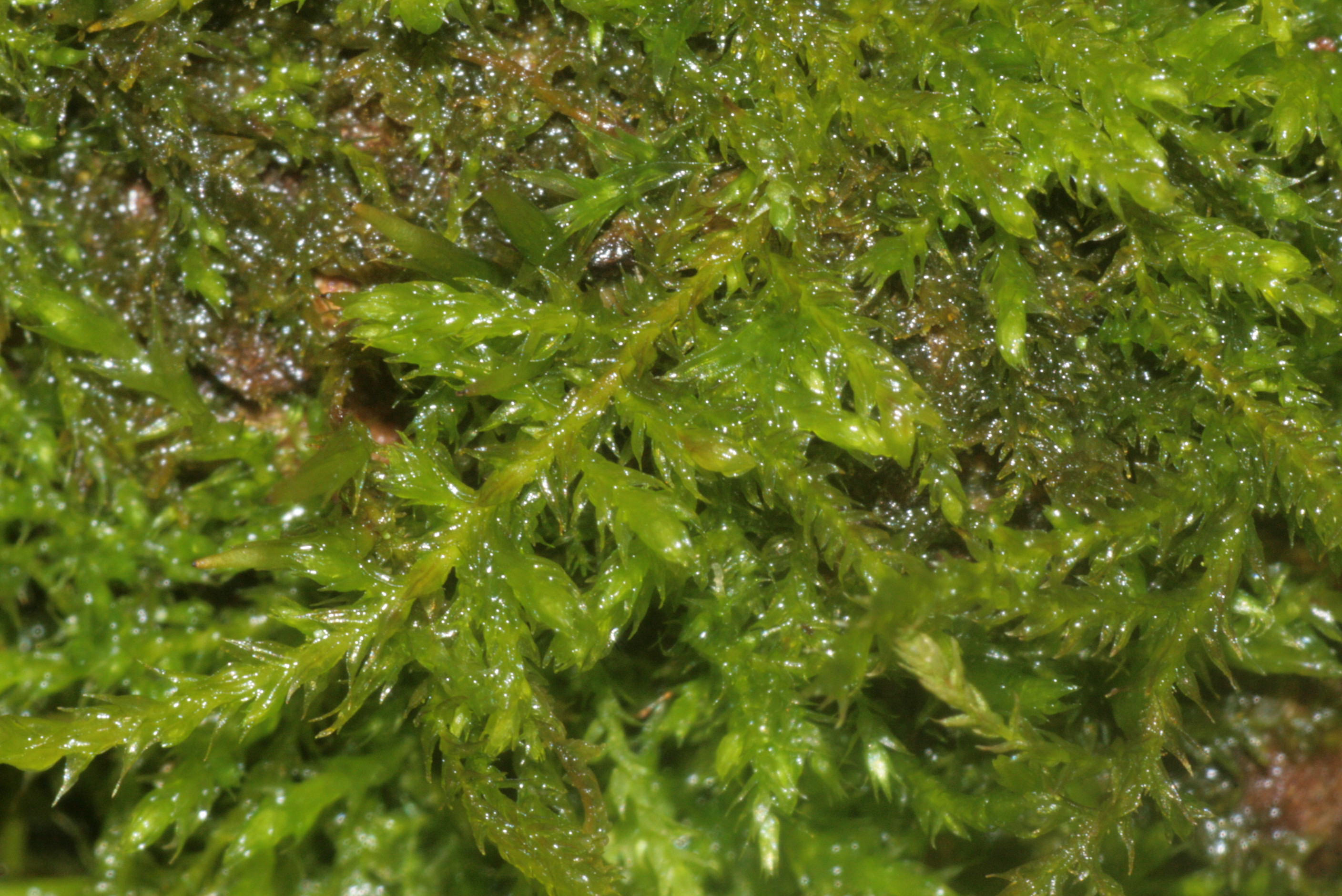